# التهاب العقد اللمفية السلي

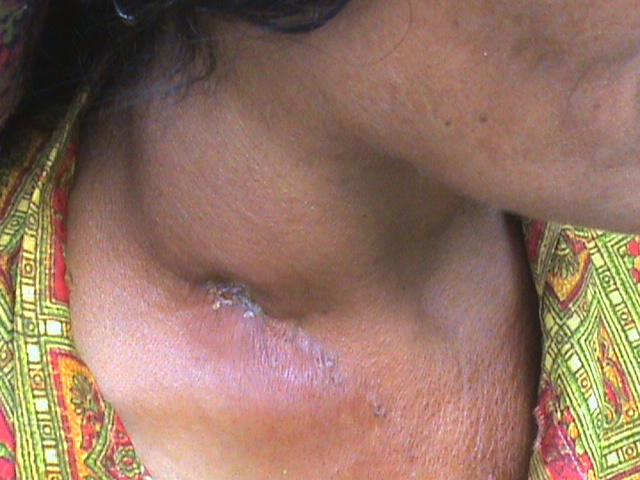

التهاب العقد اللمفية السلي (أو التهاب الغدد السلي) هو الشكل الأكثر شيوعًا لعدوى السل التي تظهر خارج الرئتين. التهاب العقد اللمفية السلي هو التهاب حبيبي مزمن محدد في العقدة الليمفاوية مصحوبًا بتنخر الغلاف ، وينتج عن العدوى بالسل المتفطرة أو البكتيريا ذات الصلة. ما يميز الورم الحبيبي السلي أنه يتكون من خلايا عملاقة متعددة النوى، محاطة بتجمعات الخلايا الظهارية والخلايا الليمفاوية للخلايا التائية والأرومات الليفية. تتطور الدرنات الحبيبية في نهاية المطاف إلى نخر جبني مركزي وتميل إلى أن تصبح متكدسة ، لتحل محل النسيج اللمفاوي.

## السبب
عادة ما يكون سببها هو السبب الأكثر شيوعًا لمرض السل في الرئتين ، وهو المتفطرة السلية. في بعض الأحيان يكون سببها أيضًا البكتيريا ذات الصلة. مثلاً: متفطرة كنزاسية، متفطرة بحرية، متفطرة القرحة، متفطرة بقرية.
بالإضافة إلى الغدد الليمفاوية المتضخمة ، والتي تسمى التهاب العقد اللمفية، قد يعاني الشخص من حمى خفيفة، ولا يشعر بالرغبة في تناول الطعام، أو فقدان الوزن.

## مراحل التهاب العقد اللمفية السلي
- العقد اللمفية
- التهاب الغدة الدرقية
- الخراج البارد
- خراج "مسمار الترقوة"
- التجويف يُعرف التهاب العقد الليمفاوية الدرني باسم خراج مسمار الترقوة ، نظرًا لقربه من عظمة الترقوة وتشابهه السطحي مع مسمار الترقوة ، على الرغم من أن هذه ليست سوى واحدة من المراحل الخمس للمرض. يمكن أن تكون واحدة أو أكثر من العقد الليمفاوية المصابة في أجزاء مختلفة من الجسم ، ولكن الأكثر شيوعًا أن يكون لديك واحدة على الأقل بالقرب من عظمة الترقوة.[2]

## التشخيص
قد يتطلب تشخيص التهاب العقد اللمفية السلي أخذ خزعة. تشمل خطوات التشخيص المحتملة الأخرى: اختبار السل الإيجابي، التصوير الشعاعي للصدر، التصوير المقطعي المحوسب، صبغة AFB.

## العلاج
العلاج يكون بالأدوية المضادة للسل لمدة تصل إلى عام واحد. قد تسوء الأعراض مؤقتًا أثناء العلاج.